# Herbert Nachbar

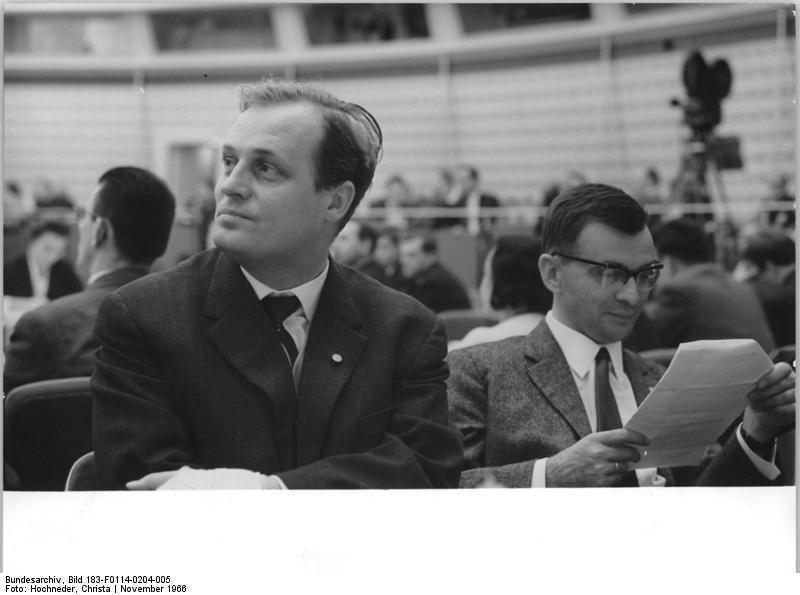
Herbert Nachbar (izquierda) y Manfred Engelhardt en 1966.

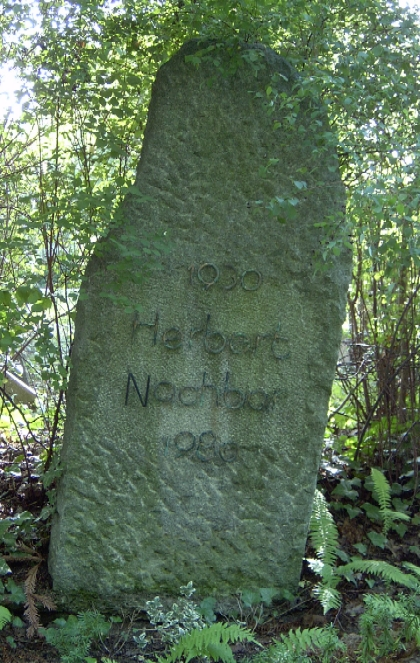
Tumba de Herbert Nachbar en el Zentralfriedhof Friedrichsfelde en Berlín.

Herbert Nachbar (Wieck, Greifswald, 12 de febrero de 1930-Berlín Este, 25 de mayo de 1980) fue un escritor alemán.

## Vida
Hijo de un pescador, acudió a la escuela en Wolgast entre 1936 y 1940, y después acudió a la Lehrerbildungsanstalt en Pasewalk. Fue aprendiz de electricista por un periodo de tiempo y luego acudió a la escuela secundaria en Rostock, donde consiguió el bachillerato en 1950. Empezó a estudiar medicina en la Universidad Humboldt de Berlín, pero abandonó tras dos semestres. Hasta 1953 trabajó como reportero local y redactor en distintos diarios de Berlín Este, además de como lector en la editorial Aufbau-Verlag. A partir de 1957 empezó a trabajar como escritor independiente. Residió en distintos sitios: Ummanz (1959), Berlín Este (1960-1963) y Graal-Müritz (1963-1969) hasta que se estableció definitivamente en Berlín Este. A partir de 1968 fue asistente jefe de dirección en el Volkstheater Rostock, y después en la Deutscher Fernsehfunk. Falleció tras una larga enfermedad, que ya había provocado que desde 1978 tuviera que usar silla de ruedas.
Fue miembro de la Deutscher Schriftstellerverband y del PEN Club Internacional de la República Democrática Alemana.
Desde 1951 estaba casado con la pintora Brigitte N. Kröning. Su hija Sabine nació en 1955 y su hijo Robert en 1964.

## Obra
Fue autor de novelas, relatos y de guiones para televisión. En sus primeras obras describía la vida en los pueblos pesqueros del mar Báltico. Después empezó a tratar de temas más variados, reflejando en ellas parte de su vida. En obras posteriores incluía leyendas del Báltico y de Escandinavia.

## Reconocimientos
- 1957 Premio Heinrich Mann[2]
- 1961 Literaturpreis des Freien Deutschen Gewerkschaftsbundes
- 1966 Medalla Johannes R. Becher (plata)
- 1976 Nationalpreis der DDR
- 1980 Vaterländischen Verdienstorden (bronce)

## Trabajos
- Der Mond hat einen Hof (1956)
- Die gestohlene Insel (1958)
- Die Hochzeit von Länneken: Roman (1960)
- Der Tod des Admirals (1960)
- Brasilienfahrt (1961, junto a Gerhard Vetter)
- Oben fährt der Große Wagen (1963)
- Ein Feldherr sucht seine Mutter (1965)
- Haus unterm Regen (1965)
- Meister Zillmann (1965)
- Die Millionen des Knut Brümmer (1970)
- Die Meisterjungfer (1970, como editor)
- Ein dunkler Stern (1973)
- Pumpendings seltsame Reise (1975)
- Der Weg nach Samoa (1976)
- Das fliegende Paddelboot (1979)
- Keller der alten Schmiede (1979)
- Helena und die Heimsuchung (1981)
- Die große Fahrt (1982)
- Der Junge mit den knielangen Hosen (1984)